# Aurangabad Bangar
Aurangabad Bangar – miasto w północnych Indiach w stanie Uttar Pradesh, na Nizinie Hindustańskiej.
Populacja miasta w 2001 roku wynosiła 8819 mieszkańców.